# تنگی ور
تنگی ور، روستایی از توابع بخش مرکزی شهرستان کامیاران در استان کردستان ایران است.

## جمعیت
این روستا در دهستان ژاورود قرار دارد و براساس سرشماری مرکز آمار ایران در سال ۱۳۹۵، جمعیت آن۱۲۰ نفر بوده‌است.
جاذبه های گردشگری از جمله کتیبه تنگیور آبشارهای فصلی و مسجد حضرت عبدالله بن عمر